# توماس بليك كينيدي
توماس بليك كينيدي (بالإنجليزية: Thomas Blake Kennedy)‏ هو محامي وقاضي أمريكي، ولد في 4 أبريل 1874، وتوفي في 21 مايو 1957.